# Stéphane Stoecklin
Stéphane Stoecklin, född 12 januari 1969 i Bourgoin-Jallieu, är en fransk före detta handbollsspelare (högernia). Han spelade 228 landskamper och gjorde 900 mål för Frankrikes landslag. Han utsågs till Årets bästa handbollsspelare i världen av IHF 1997.
Han var bland annat med och tog OS-brons 1992 i Barcelona, VM-silver 1993 i Sverige, VM-guld 1995 på Island och VM-brons 1997 i Japan.

## Klubbar
- CS Bourgoin-Jallieu (1976–1985)
- Chambéry Savoie HB (1985–1988)
- Montpellier HB (1988–1990)
- USAM Nîmes (1990–1994)
- PSG-Asnières (1994–1996)
- GWD Minden (1996–1998)
- Honda Suzuka (1998–2003)
- Chambéry Savoie HB (2003–2005)